# Alfonso Palitti
Alfonso Palitti (Roio, 29 aprile 1849 – Roma, 14 aprile 1891) è stato un politico italiano.

## Biografia
Nato a Roio, oggi frazione dell'Aquila, nel 1849 da nobile famiglia, era figlio di Luigi e Vincenza Sipari e fratello di Franco, anche lui politico. Alfonso fu consigliere al comune e alla provincia dell'Aquila, per poi venire eletto deputato del Regno d'Italia nelle file della Sinistra storica alle elezioni politiche del 1882, venendo riconfermato alle seguenti tornate del 1886 e del 1890; morì a Roma di malattia nel 1891 e al suo posto fu eletto Francesco Maria Centi.